# Santa Rosa de Aguán (kommun)
Santa Rosa de Aguán är en kommun i Honduras.   Den ligger i departementet Departamento de Colón, i den nordöstra delen av landet, 260 km nordost om huvudstaden Tegucigalpa. Antalet invånare är 3 787.